# Czystka antysemicka w Wojsku Polskim
Czystka antysemicka w Wojsku Polskim – usuwanie ze struktur ludowego Wojska Polskiego żołnierzy pochodzenia żydowskiego, dokonywane przez władze Polski Ludowej w ramach antysemickich działań władz państwowych w latach 1967–1968, znane też jako czystki syjonistyczne, których kulminacją były tak zwane wydarzenia marcowe.

## Historia

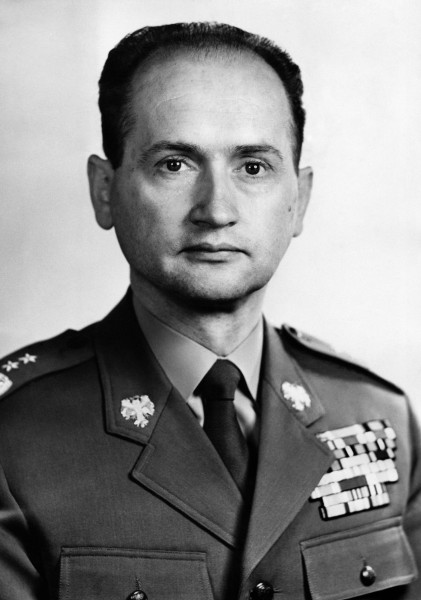
Generał Wojciech Jaruzelski, który w dużej mierze był odpowiedzialny za czystkę w Wojsku Polskim

Impulsem do wydarzeń był kolejny konflikt izraelsko-arabski, wybuch wojny sześciodniowej w czerwcu 1967; w czasie zimnej wojny, konfliktu supermocarstw: Związku Socjalistycznych Republik Radzieckich – popierającego państwa arabskie i Stanów Zjednoczonych – popierających Izrael.
Za czystkę antysemicką w wojsku był odpowiedzialny członek ścisłego kierownictwa resortu obrony, a od 11 kwietnia 1968 minister obrony narodowej generał Wojciech Jaruzelski, który stanął na czele specjalnej komisji, oraz szef Wojskowej Służby Wewnętrznej generał Teodor Kufel.
Nie ustalono liczby oficerów usuniętych w ramach tych czystek: Peter Raina wskazał kilkudziesięciu, Anka Grupińska – 150, zaś Lech Kowalski podał, że zachowało się sześć rozkazów, zawierających 1348 nazwisk (zarówno oficerów, jak i podoficerów) oraz że żołnierze pochodzenia żydowskiego byli usuwani z wojska przez generała Jaruzelskiego jeszcze w 1980 r.
Dotknięci czystką bywali pozbawiani stopnia oficerskiego „z powodu braku wartości moralnych” i degradowani, kilka lat po wyjeździe do Izraela (np. Mieczysław Krzemiński).